# Sielsowiet Ladec
Sielsowiet Ladec (biał. Лядзецкі сельсавет; ros. Лядецкий сельсовет) – sielsowiet na Białorusi, w obwodzie brzeskim, w rejonie stolińskim, z siedzibą w Ladcu. Północną granicę sielsowietu stanowi Prypeć.
Według spisu z 2009 sielsowiet Ladec zamieszkiwało 2470 osób, w tym 2431 Białorusinów (98,42%), 25 Rosjan (1,01%), 9 Ukraińców (0,36%), 3 Czuwaszy (0,12%) i 2 osoby innych narodowości.

## Miejscowości
- agromiasteczko:
  - Ladec
- wsie:
  - Horodziec
  - Orły Małe
  - Orły Wielkie